# Rafael Pacheco (Astronom)
| Entdeckte Asteroiden: 35                | Entdeckte Asteroiden: 35 | Entdeckte Asteroiden: 35 |
| --------------------------------------- | ------------------------ | ------------------------ |
| Nummer und Name                         | Entdeckungsdatum         |                          |
| (9453) Mallorca                         | 19. März 1998            |                          |
| (11350) Teresa                          | 29. August 1997          |                          |
| (13424) Margalida                       | 8. November 1999         |                          |
| (14097) Capdepera                       | 11. August 1997          |                          |
| (14967) Madrid                          | 11. August 1997          |                          |
| (16852) Nuredduna                       | 21. Dezember 1997        |                          |
| (19506) 1998 MN4                        | 18. Juni 1998            |                          |
| (19756) 2000 EW50                       | 9. März 2000             |                          |
| (21654) 1999 PZ                         | 5. August 1999           |                          |
| (27952) Atapuerca                       | 11. August 1997          |                          |
| (31102) 1997 NP2                        | 4. Juli 1997             |                          |
| (31103) 1997 OE2                        | 29. Juli 1997            |                          |
| (31116) 1997 QM4                        | 29. August 1997          |                          |
| (31651) 1999 HH2                        | 19. April 1999           |                          |
| (35725) Tramuntana                      | 27. März 1999            |                          |
| (37777) 1997 GE32                       | 12. April 1997           |                          |
| (41058) 1999 VC24                       | 8. November 1999         |                          |
| (44906) 1999 VF23                       | 8. November 1999         |                          |
| (47096) 1999 AX25                       | 15. Januar 1999          |                          |
| (48860) 1998 HG24                       | 24. April 1998           |                          |
| (48961) 1998 QS26                       | 22. August 1998          |                          |
| (55866) 1997 PV4                        | 11. August 1997          |                          |
| (56216) 1999 HJ2                        | 19. April 1999           |                          |
| - alle zusammen mit Ángel López Jiménez |                          |                          |

Rafael Pacheco Hernandez (* 1954 in  Madrid) ist ein spanischer Amateurastronom und Asteroidenentdecker. Er ist einer der ersten spanischen Amateurastronomen, der sich auf Astrometrie spezialisiert hat. Er benutzt das Consell-Observatorium (Observatori Astronomic de Consell) (IAU-Code 176) in Consell auf der Baleareninsel Mallorca für seine Arbeit.
Im Rahmen seiner Beobachtungen entdeckte er zwischen 1992 und 2003 mehr als 50 Asteroiden, den überwiegenden Teil davon zusammen mit Ángel López Jiménez.
Der Asteroid (25001) Pacheco wurde nach ihm benannt.